# Mercenaria mercenaria
Mercenaria mercenaria är en musselart som först beskrevs av Carl von Linné 1758.  Mercenaria mercenaria ingår i släktet Mercenaria och familjen venusmusslor. Arten har ej påträffats i Sverige. Utöver nominatformen finns också underarten M. m. texana.

## Bildgalleri

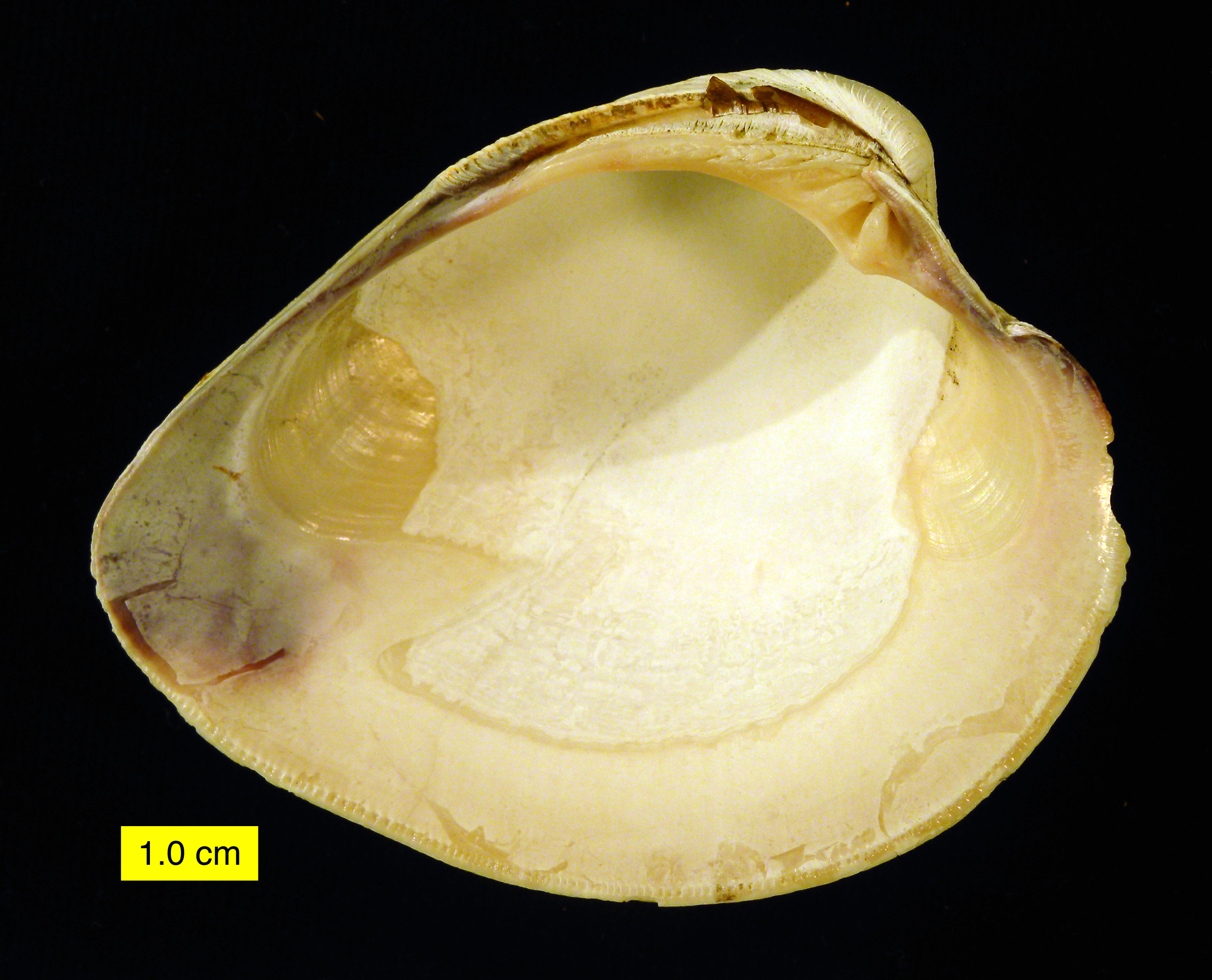
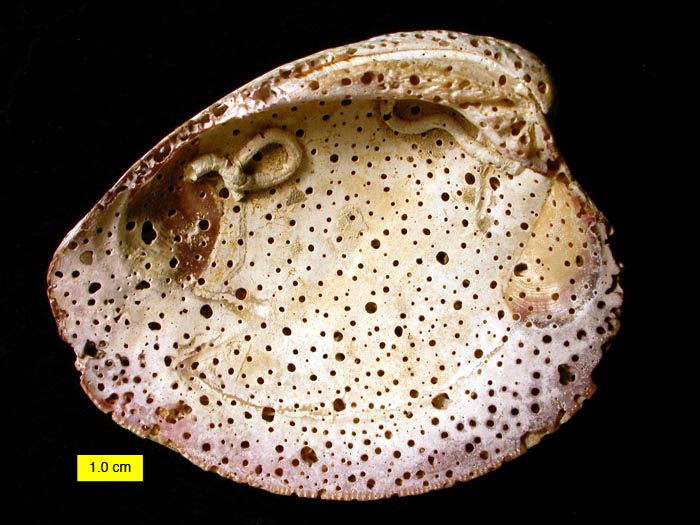
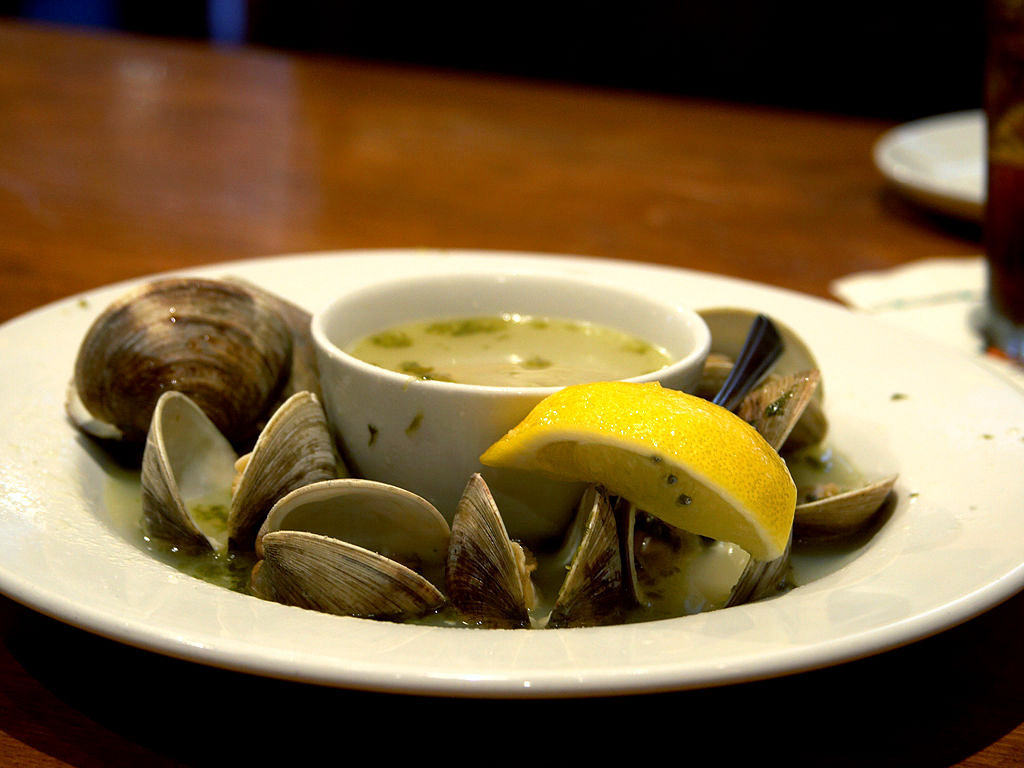
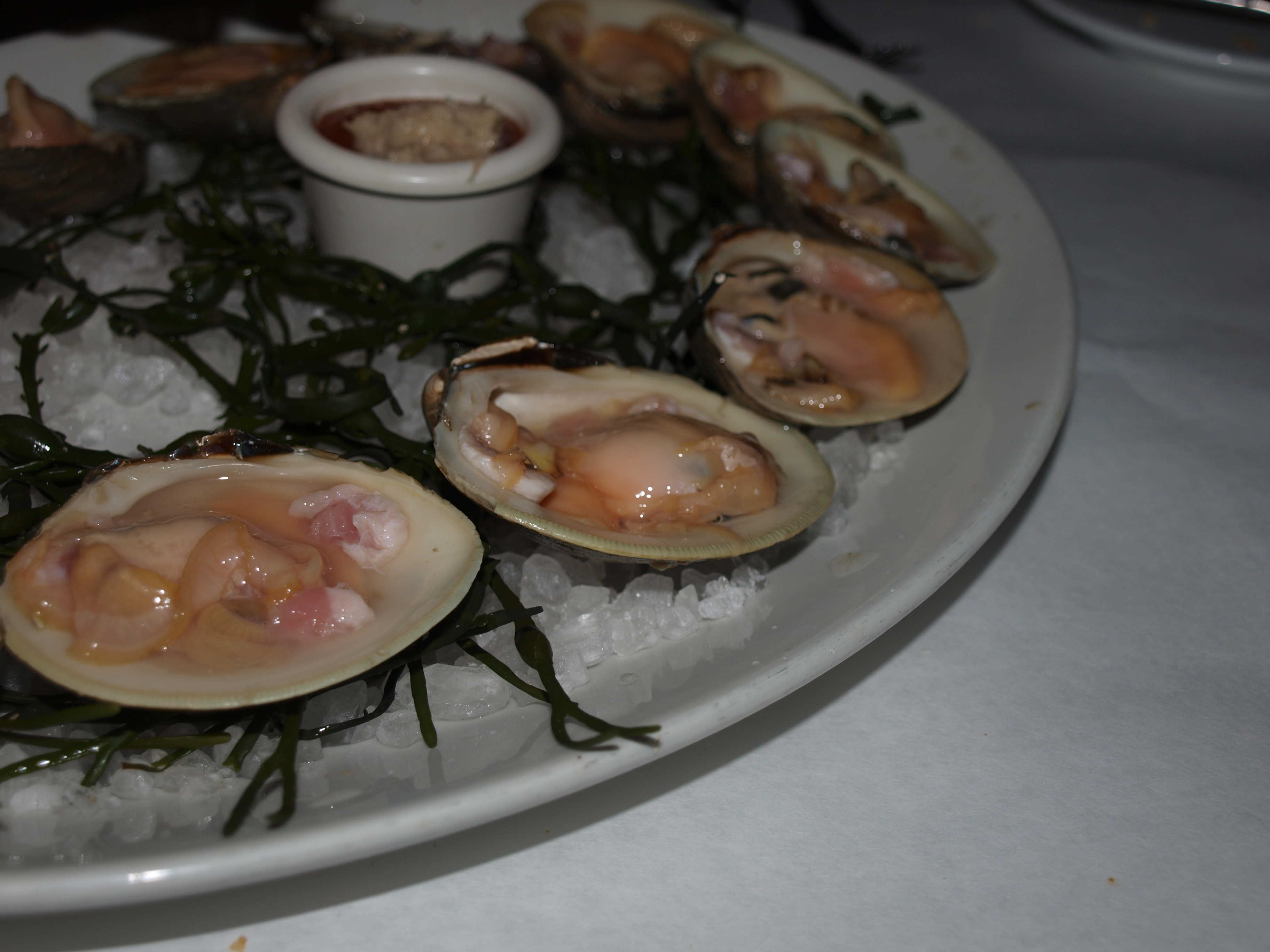
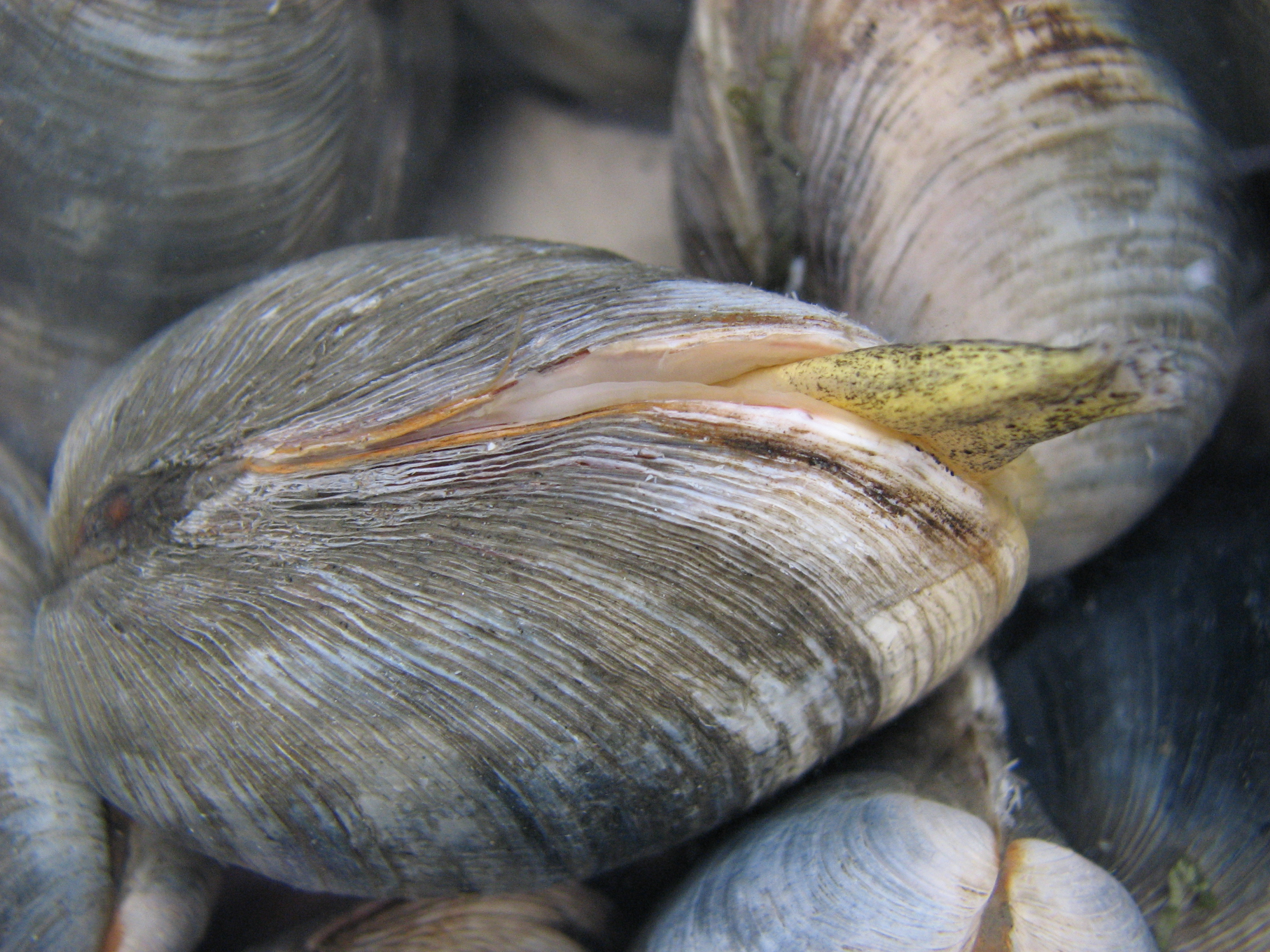